# Бондарев, Богдан Александрович
Богда́н Алекса́ндрович Бо́ндарев (род. 2 июня 1974, Красный Лиман, Донецкая область) — украинский шоссейный и трековый велогонщик, выступавший на профессиональном уровне в период 2001—2007 годов. Серебряный призёр чемпионата мира в командной гонке преследования, участник летних Олимпийских игр в Атланте, участник супермногодневки «Джиро д’Италия» и многих других престижных гонок на шоссе. Заслуженный мастер спорта Украины (1998). Также известен как спортивный директор команд ISD и Lampre-ISD.

## Биография
Богдан Бондарев родился 2 июня 1974 года в городе Красный Лиман Донецкой области Украинской ССР. Занимался велоспортом в Донецке под руководством тренеров В. Осадчего и Н. Мырзы.

### Любительская карьера
Впервые заявил о себе в 1992 году, выиграв бронзовую медаль в индивидуальной гонке преследования на юниорском мировом первенстве.
Первого серьёзного успеха на взрослом международном уровне добился в сезоне 1995 года, когда вошёл в основной состав украинской национальной сборной и побывал на трековом чемпионате мира в Боготе, откуда привёз награду серебряного достоинства, выигранную совместно с Дмитрием Толстенковым, Сергеем Матвеевым и Александром Симоненко в командной гонке преследования — в финале их обошли спортсмены из Австралии.
В 1995 году окончил Донецкий институт здоровья, физического воспитания и спорта.
Благодаря череде удачных выступлений удостоился права защищать честь страны на летних Олимпийских играх 1996 года в Атланте — стартовал здесь в гите на 1000 метров и в командном преследовании на 4000 метров, став в этих дисциплинах одиннадцатым и седьмым соответственно.
За выдающиеся спортивные достижения в 1998 году удостоен почётного звания «Заслуженный мастер спорта Украины».

### Профессиональная карьера
В 2001 году присоединился к польской профессиональной команде Mróz–Supradyn Witaminy и начал активно выступать в шоссейных велогонках. Выиграл два этапа на Велогонке Мира, отметился победой на одном из этапов «Тура Польши», стал победителем и призёром ещё на нескольких небольших гонках, проходивших преимущественно на территории Польши. Также в 2002 году завоевал серебряную медаль на шоссейном чемпионате Украины в индивидуальной гонке с раздельным стартом, уступив лидерство только Сергею Гончару, и побывал на шоссейном чемпионате мира в Зольдере, где стал в той же дисциплине одиннадцатым.
Сезон 2003 года провёл в другом польском клубе CCC-Polsat. В его составе первый и единственный раз в своей карьере принял участие в гранд-туре — стартовал на «Джиро д’Италия», работал на лидера команды россиянина Павла Тонкова, но на восемнадцатом этапе не уложился в лимит времени.
В 2004 году Бондарев вернулся в команду Mróz, которая к тому моменту сменила название на ATI-Action, и провёл в ней ещё четыре сезона. В этот период ему довелось поучаствовать в гонках высшей категории как «Схелдепрейс», «Четыре дня Дюнкерка», «E3 Приз Фландрии», «Тур Лангкави», «Дварс дор Фландерен», «Тур Люксембурга», «Три дня Де-Панне», «Тур озера Цинхай».
Завершив спортивную карьеру, в 2008 году занял должность спортивного директора донецкой проконтинентальной команды ISD Sport Donetsk, в 2011 году работал на той же должности в родственной итальянской команде Lampre-ISD.